# Iléa Ferraz
Iléa Eulinda Delgado Ferraz, mais conhecida como Iléa Ferraz (Rio de Janeiro, 27 de abril de 1960) é uma atriz brasileira. Foi a primeira atriz negra indicada ao Prêmio Shell de teatro, como Melhor Atriz de 2003 por sua atuação em Nunca Pensei Que ia Ver Esse Dia.

## Filmografia

### Televisão
| Ano  | Título                      | Personagem                  | Notas                             |
| ---- | --------------------------- | --------------------------- | --------------------------------- |
| 1986 | Tenda dos Milagres          | Ivone                       | [ 3 ]                             |
| 1987 | Helena                      | Iléa                        |                                   |
| 1989 | Pacto de Sangue             | Luzia                       |                                   |
| 1990 | Mãe de Santo                | Maria                       |                                   |
| 1990 | Escrava Anastácia           | Ilodu                       |                                   |
| 1996 | Xica da Silva               | Fátima                      |                                   |
| 1999 | A Turma do Pererê           | Dona Eborina                |                                   |
| 2000 | Brava Gente                 | —                           | Episódio: "O Casamento Enganoso " |
| 2001 | A Padroeira                 | Pureza                      |                                   |
| 2002 | Desejos de Mulher           | Vendedora de erva abortiva  | [ 4 ]                             |
| 2008 | O Natal do Menino Imperador | Escrava                     | [ 5 ]                             |
| 2015 | Império                     | Lucinda                     |                                   |
| 2016 | A Lei do Amor               | Dona Kenya Corrêia da Silva | [ 7 ]                             |
| 2018 | Mister Brau                 | Tisona Moabe                | 1 episódio                        |
| 2023 | Todas as Flores             | Juíza Guerra                |                                   |
| 2024 | O Som e a Sílaba            | Stella                      | [ 8 ]                             |

### Cinema
| Ano  | Título                           | Personagem    | Notas          |
| ---- | -------------------------------- | ------------- | -------------- |
| 1997 | Buena Sorte                      | Maria         | [ 9 ]          |
| 2008 | Aporias Conjuminadas             | Passageira    |                |
| 2015 | Nana e Nilo e o tempo de brincar | Mulemba (voz) | Curta-metragem |

### Teatro
| Ano     | Título                            |
| ------- | --------------------------------- |
| 1987    | A Mágica Aventura Africana        |
| 1994    | Dorotéia, Uma Farsa Irresponsável |
| 2000    | Ai, Ai, Brasil                    |
| 2003    | Nunca Pensei que ia ver Esse Dia  |
| 2005    | Os Negros                         |
| 2006    | Besouro Cordão de Ouro            |
| 2007    | Clementina de Jesus               |
| 2012    | As Polacas - Flores de Ouro       |
| 2016    | Bonecas Quebradas                 |
| 2016    | Mercedes                          |
| 2018-20 | O Cheiro da Feijoada              |
| 2024    | A Partilha                        |
| 2024    | Deixa Comigo                      |